# Pando
Pando или дрхтави џин (енгл. Trembling Giant) огромна је колонија јасике (Populus tremuloides; врсте тополе) у америчкој савезној држави Јута, за коју је генетским тестовима утврђено да представља јединствени живи организам. Део је заштићеног природног добра Национална шума Фишлејк (енгл. Fishlake National Forest) и покрива 43 хектара површине. Сво дрвеће је међусобно повезано пространим подземним коренским системом, а процењује се да тежи више од 6.000 тона. Процењена старост је око 80.000 година, и самим тим се Пандо сматра најстаријим живућим организмом.
На основу једне научне студије спроведене у октобру 2018. утврђено је да је шумски систем Пандо престао са репродукцијом и да у последњих 30 до 40 година постепено изумире. Иако је тачан разлог оваквог следа догађаја непознат, научници претпостављају да су један од главнох узрочника људска активност (односно неконтролисана испаша стоке) и нагли раст популације локалних јелена због недостатка природних предатора.